# El Pedregal, Contepec
El Pedregal är en ort i Mexiko.   Den ligger i kommunen Contepec och delstaten Michoacán de Ocampo, i den sydöstra delen av landet, 120 km nordväst om huvudstaden Mexico City. El Pedregal ligger 2 436 meter över havet och antalet invånare är 365.
Terrängen runt El Pedregal är kuperad åt nordost, men åt sydväst är den platt. Runt El Pedregal är det ganska tätbefolkat, med 80 invånare per kvadratkilometer. Närmaste större samhälle är Temascalcingo de José María Velazco, 19,0 km öster om El Pedregal. Omgivningarna runt El Pedregal är en mosaik av jordbruksmark och naturlig växtlighet.